# Marble Falls
Marble Falls és una població dels Estats Units a l'estat de Texas. Segons el cens del 2000 tenia 4.959 habitants.

## Demografia
Segons el cens del 2000, Marble Falls tenia 4.959 habitants, 1.931 habitatges, i 1.266 famílies. La densitat de població era de 311,8 habitants/km².
Dels 1.931 habitatges en un 35,1% hi vivien nens de menys de 18 anys, en un 47,1% hi vivien parelles casades, en un 14,3% dones solteres, i en un 34,4% no eren unitats familiars. En el 29,8% dels habitatges hi vivien persones soles el 13,2% de les quals corresponia a persones de 65 anys o més que vivien soles. El nombre mitjà de persones vivint en cada habitatge era de 2,51 i el nombre mitjà de persones que vivien en cada família era de 3,1.
Per edats la població es repartia de la següent manera: un 28,7% tenia menys de 18 anys, un 8,9% entre 18 i 24, un 25,9% entre 25 i 44, un 20,4% de 45 a 60 i un 16,2% 65 anys o més.
L'edat mediana era de 36 anys. Per cada 100 dones de 18 o més anys hi havia 83,9 homes.
La renda mediana per habitatge era de 30.880 $ i la renda mediana per família de 38.382 $. Els homes tenien una renda mediana de 30.242 $ mentre que les dones 18.771 $. La renda per capita de la població era de 16.059 $. Aproximadament el 13,9% de les famílies i el 16,5% de la població estaven per davall del llindar de pobresa.

## Poblacions més properes
El següent diagrama mostra les poblacions més properes.